# Gnom (Pământul de Mijloc)
În lumea lui J. R. R. Tolkien, gnomii sunt unii dintre locuitorii Pământului de Mijloc. Din acest neam se trage și Gimli, unul dintre membrii Frăției Inelului
În ficțiunea de J.R.R. Tolkien, gnomii sunt o rasă care locuiesc lumea lui Arda, un Pământ preistoric fictiv, care include continentul Pământul de Mijloc.
Ei apar în cărțile Hobbit (1937), Stăpânul Inelelor (1954-1955), precum în și publicațiile postum Silmarillion (1977), Povești neterminate(1980), precum și Istoria  Pământului de Mijloc (1983-1996 ), ultimele trei editate de fiul său, executor literar Christopher Tolkien.